# Kommunity FK
Kommunity FK — американский музыкальный коллектив, образованный в 1978 году. Единственным постоянным участником группы является вокалист, гитарист и автор песен Патрик Мата. Kommunity FK считается одной из первых групп дэт-рока.

## История
В 1978 году Патрик Мата, певец и гитарист из Лос-Анджелеса, решил основать собственную музыкальную группу. Источниками вдохновения для него стало творчество таких исполнителей, как Throbbing Gristle, Joy Division и Дэвид Боуи, а также искусство дадаизма, сюрреализма и анти-арта. Первоначальным названием коллектива было Kommunity Fuck, однако позднее Мата сократил второе слово до буквосочетания FK.
Первый альбом Kommunity FK, The Vision and the Voice, был издан в 1983 году и получил одобрительные отзывы музыкальных критиков. Ещё более успешным оказался второй диск, получивший название Close One Sad Eye и выпущенный лейблом Cleopatra Records в 1985 году. Однако вскоре после выхода этого альбома Патрик Мата отправился в Великобританию, распустив тогдашний состав коллектива. Ударник Мэтт Чайкин впоследствии некоторое время играл в альтернативной рок-группе Jane’s Addiction.
Патрик Мата провёл вторую половину 1980-х попеременно в Лондоне, где сотрудничал с бывшими участниками Sex Gang Children и UK Decay, и в Лос-Анджелесе, где без особого успеха пытался реформировать Kommunity FK. Из его многочисленных сайд-проектов того времени относительно удачным оказался лишь коллектив Sative Luvbox, выпустивший один альбом в 1989 году.
В 1999 году Мата наконец реорганизовал группу, превратив её в дуэт с гитаристкой Шерри Раббер (до этого музыканты сотрудничали в рамках проекта Texylvania). В обновлённом составе Kommunity FK выпустили два новых альбома — Abandoned Here… Planet Ruled By Bastards в 2008 и La Santisima Muerte в 2010, но успех этих дисков не шёл ни в какое сравнение с ранними работами коллектива.

## Стиль, влияние, тематика песен
Kommunity FK называют в числе первых американских коллективов, воспринявших элементы британского постпанка и раннего готик-рока и создавших в итоге стиль, известный как дэт-рок. Музыкальный критик Нед Рэггетт поставил группу в один ряд с такими исполнителями, как Christian Death и 45 Grave, однако отметил, что в целом её музыка — более «британская», тяготеющая к стилю Bauhaus, Siouxsie & the Banshees и Gene Loves Jezebel. На ранних альбомах Kommunity FK содержатся элементы панка, готик-рока и индастриала; композиции отличаются тяжёлой ритм-секцией и резким, пронзительным, минималистским звучанием гитар, сочетающимся с чистым эмоциональным вокалом и своеобразными клавишными партиями. Одной из наиболее удачных песен коллектива считается «Something Inside Me Has Died», ставшая весьма популярной среди готов.
Тематика текстов Kommunity FK, частично навеянных творчеством Жана Кокто, Уильяма Берроуза и Сальвадора Дали, в целом гораздо более серьёзна, чем было принято среди ранних дэт-рок-групп. В некоторых песнях группы заметны телемитские мотивы.

## Дискография
- The Vision and the Voice (1983)
- Close One Sad Eye (1985)
- Abandoned Here... Planet Ruled by Bastards (2008)
- La Santisima Muerte (2010)